# Adicella myrtho
Adicella myrtho är en nattsländeart som beskrevs av Schmid 1994. Adicella myrtho ingår i släktet Adicella och familjen långhornssländor. Inga underarter finns listade i Catalogue of Life.